# Korwar

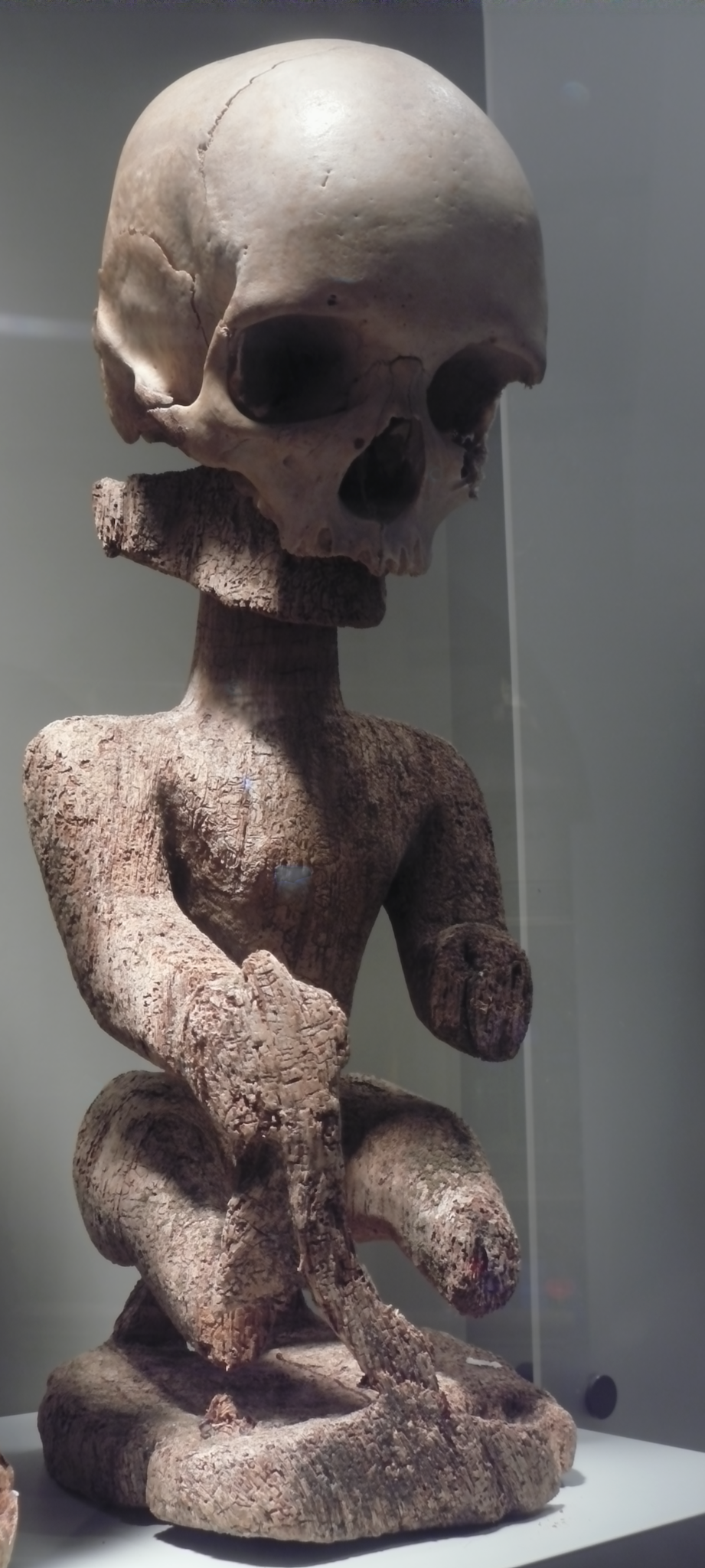
Korwar, es una figura ancestral de madera que conserva la memoria de los aldeanos muertos. Se hicieron en el norte de Nueva Guinea y jugaron un papel clave en la comunicación entre los muertos y los vivos. De vez en cuando los Korwars contenían un cráneo real para la cabeza de la figura. Tropenmuseum Ámsterdam.

Un korwar es una estatuilla de estilo antiguo hecha principalmente en la bahía Cenderawasih en la provincia indonesia de Papúa. Estas estatuillas son tan características que dan nombre al estilo del arte local: el estilo korwar.

## Descripción
Un korwar es una estatuilla que presenta un cráneo exagerado sobre un cuerpo humano sentado, con las rodillas y los codos doblados tocándose hasta formar una W. En sus manos, la estatua sostiene una pantalla calada: se cree que representa un árbol de la vida o la muda de la serpiente, ambos símbolos representan la idea de la reencarnación. El korwar está hecho de madera, en casos muy raros de piedra caliza. La nariz de punta de flecha es característica del estilo korwar. Originalmente, se colocaba sobre la escultura el cráneo del antepasado fallecido bien pulido. Sin embargo, muchas korwar se han con la representación de un cráneo. En París (Museo del Louvre, Pabellón de las Sesiones) y en el Tropenmuseum de Ámsterdam, se conservan unos korwars excepcionales: su cabeza no está representada, sino que consiste en un verdadero cráneo humano. Seguramente eran unos líderes muy poderosos, de ahí el honor de haber mantenido su verdadera cabeza y no haberla tallado. Algunos teóricos sostienen que las figuras Korwar con cráneos humanos en lugar de cabezas talladas representan un tipo más primitivo. Los cráneos se colocan sobre una espiga o sobre un soporte en forma de caja. En general, los cráneos de antepasados destacados eran venerados mediante tales figuras. Ocasionalmente, también aparecen figuras más pequeñas con cráneos de niños. 

## Uso ritual
Esta estatua sirve de receptáculo para el espíritu de un antepasado muerto (korwar en la lengua local) para que no se pierda lo que sería desafortunado para los vivos ya que perdería prestigio y poder para la familia que así deshonra a su difunto. Los muertos, honrados por esta estatua, obtienen una representación sagrada y así sirven de guía para los vivos. Se le interroga para que tome las decisiones más importantes, especialmente cuando duerme sobre el cráneo o a través de un rito adivinatorio.

## Prohibición y recogida
El uso de cráneos humanos para este propósito fue prohibido a principios del siglo pasado, bajo la presión del gobierno colonial de las Indias Orientales Neerlandesas. Los museos de etnología de los Países Bajos,-incluidos el Museo de Etnología de Leiden y el Tropenmuseum de Ámsterdam- tienen docenas de Korwar en sus colecciones. A menudo eran agentes coloniales sobre el terreno, pero también exploradores y científicos los que coleccionaban estos objetos. En Oceanía, la toma por parte de los misioneros de los objetos más venerados fue una prueba del éxito de su apostolado.

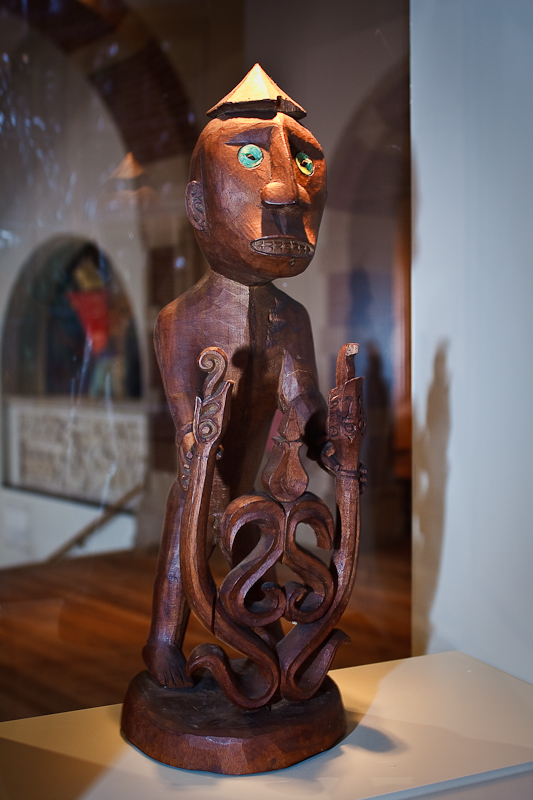
Korwar en el Tropenmuseum
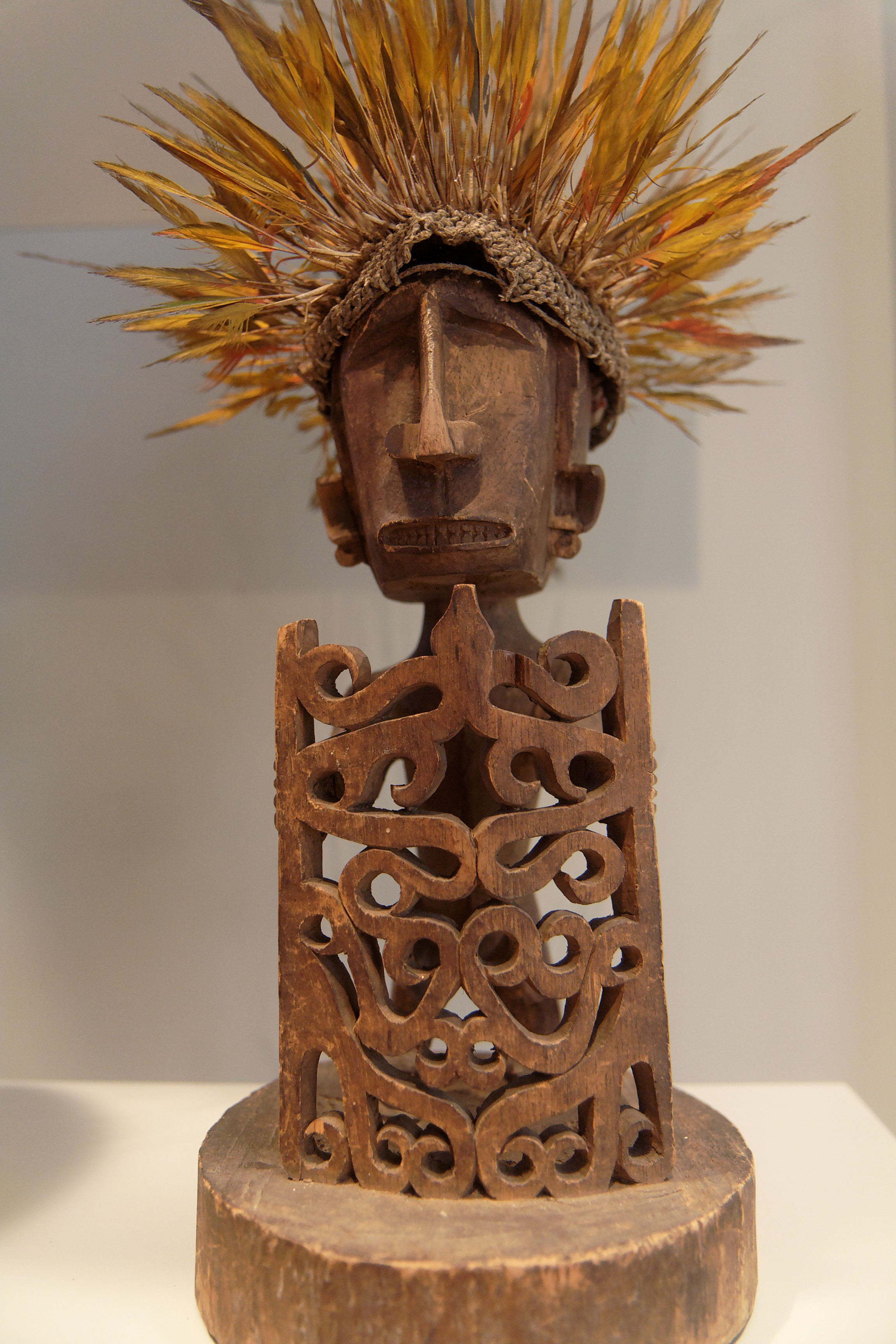
Korwar antiguo. Tropenmuseum
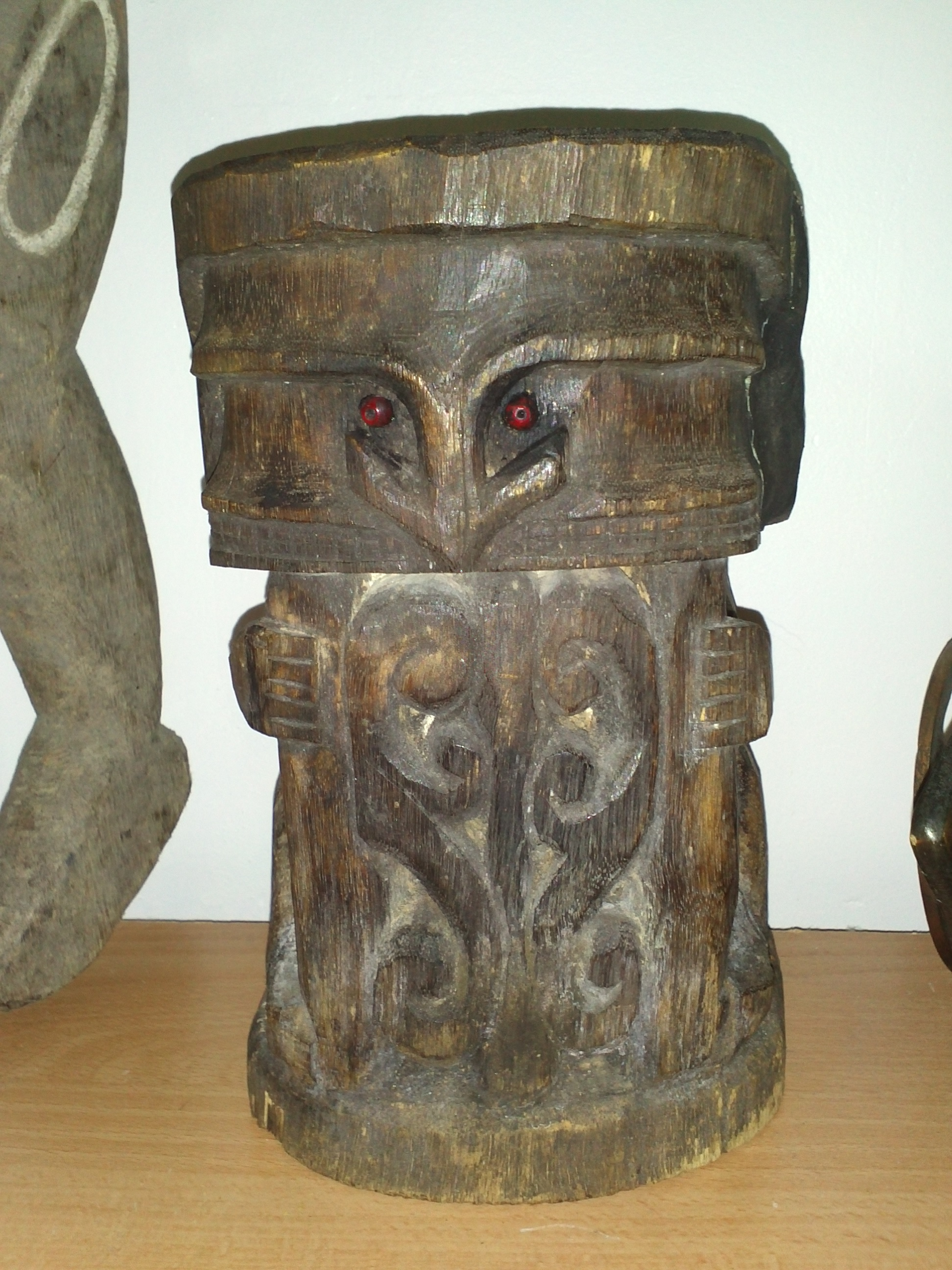
Korwar de la provincia de Papúa. Colección particular.